# Елијаз Хол
Елијаз Хол (Аугзбург, 28. фебруар 1573 — Аугзбург, 6. јануар 1646) био је најзначајнији архитекта касне немачке ренесансне архитектуре.

## Биографија
Елијаз Хол је рођен у Аугзбургу. Он води порекло из породице мајстора зидарства. Његов отац Ханс Хол (1512-1594) научио га је занату. Године 1596. положио је испит мајсторства. Након становања у Тиролу и Италији 1600. и 1601. године, где је посетио Бозен и Венецију, постао је мајстор заната у Аугзбургу 1602. године и добио звање општинског архитекте, наследивши тако Јакоба Ешеја. Наредних пет година градио је зграду за смештај војника, коју је 1600. године започео Јакоб Ешеј. У периоду 1606—1609 градио је цркву Свете Тројице у Хаунсхајму, у данашњем округу Дилиген на Дунаву, коју је дизајнирао Јозеф Хајнц Старији, такође аугзбуршки архитекта. Године 1629. изгубио је своју канцеларију јер је био протестант. Од тада је његово звање било само градски геометар. Престао је да ради 1631. године. Умро је 6. јануара 1646. године, а сахрањен је на Аугсбуршком протестантском гробљу.

## Грађевине
Хол је био архитекта и конструктор градске хале у Аугзбургу. Поред ове, пројектовао је и низ других аугзбуршких знаменитости, као што су Цеугхаус (1602-1607), Вертакбрукер капија (1605), Штадмецг (1609), Гимназија Свете Ане (1613), додатак Перлахтурма (1614-1616) и Болница Свети Дух (1616-1631).